# Нампи
Нампи — река на острове Сахалин. Длина реки — 36 км. Площадь водосборного бассейна — 228 км².
Начинается на склоне горы Граничной, между горами Срединная и Выступ. Течёт в общем северо-восточном направлении через елово-лиственничный лес. Впадает в Охотское море. Ширина реки вблизи устья — 12 метров, глубина — 1 метр, скорость течения воды 1,3 м/с.
Основные притоки — Лиственный (лв), Солдатский (пр), Порожистый (пр), Тальный (лв), Ваингмеха (лв), Сифон (лв), Кындкымеха (пр), Бархатный (лв).
Протекает по территории Ногликского городского округа Сахалинской области.

## Данные водного реестра
По данным государственного водного реестра России относится к Амурскому бассейновому округу.
Код объекта в государственном водном реестре — 20050000212118300002320.